# Бюсси, Антуан Александр Брутус
Антуан Александр Брутус Бюсси (англ. Antoine Alexandre Brutus Bussy; 29 мая 1794, Марсель — 1 февраля 1882, Париж) — французский химик и фармацевт. Педагог. Доктор философии в области химии. Доктор медицины (1832).

## Биография
Окончил в 1813 году Парижскую Политехническую школу. Ученик Пьера Жана Робике, оказавшего большое влияние на его дальнейшую научную карьеру.
Начав с аптекарского ученика, в 1830 году был уже профессором, а с 1834 года директором фармацевтической школы в Париже.
Читал лекции в Парижской фармацевтической школе с 1824 до 1874 года.
В 1850 году был избран членом Академии наук Франции, в 1856 году стал президентом Парижской медицинской академии и Парижской фармацевтической компании (1836 и 1868 году).

## Научная деятельность
В 1828 году первым в мире, независимо от Фридриха Вёлера, выделил новый элемент бериллий, воздействуя калием на безводный хлорид бериллия. После того как в 1809 году Гэмфри Дэви удалось получить путём электролиза небольшое количество магния, А. Бюсси в 1829 году получил магнезий в довольно большом количестве. Проводил также исследования в области органических соединений. Именно он в 1833 году присвоил название ацетона этому органическому веществу.
Кроме перевода «Manipulations chimiques de Faraday» и написанного в соавторстве с Бутроном «Traité des moyens de reconnaître les falsifications des drogues simples et composées et d’en constater le degré de pureté» (Paris, 1829) и «Éloge de Pierre Robiquet» (Journal de Pharmacie, апрель 1841) ему ещё принадлежит ряд исследования и публикаций в специальных журналах.
Автор книги «Mémoire sur le Radical métallique de la Magnésie» (1831), в которой описал метод получения магния путём нагревания хлорида магния с калием в запаянной стеклянной трубке. Когда хлорид калия испарялся, в трубке оставалось небольшое количество шариков магния.